# 10762 von Laue
10762 von Laue là một tiểu hành tinh vành đai chính với chu kỳ quỹ đạo là 1931.8132181 ngày (5.29 năm).
Nó được phát hiện ngày 12 tháng 10 năm 1990.